# Теодор Шульц
Теодор Вільям Шульц (англ. Theodore William Schultz; 30 квітня 1902, Арлінґтон, Південна Дакота — 26 лютого 1998, Еванстон, Іллінойс) — американський економіст, лауреат Нобелівської премії з економіки 1979 року (разом з Артуром Люїсом).

## Біографія
Теодор Шульц, син Ганни Елізабет (Вейсс) Шульц і Генрі Едварда Шульца, народився 30 квітня 1902 р. на фермі неподалік від Арлінгтона (штат Південна Дакота).

### Освіта
У 1921 році він вступив на короткострокові агрокультурні курси при коледжі штату Дакота, а через два роки стає учнем цього коледжу. 1926 р. він закінчує коледж, здобувши ступінь бакалавра. Надалі продовжив навчання в аспірантурі Вісконсинського університету й 1928 року дістав ступінь магістра, згодом — ступінь доктора наук економіки сільського господарства[неавторитетне джерело].

### Кар'єра
1930 р. Шульц почав викладати економіку сільського господарства в коледжі штату Айова в Еймсі. Цього ж року Шульц одружується з Естер Флоренс Верт, у них народилися дві дочки і син. Через чотири роки очолив кафедру економічної соціології.
1943 р. Шульц працює професором кафедри економіки Чиказького університету, а з 1952 р. завідує цією кафедрою. Шульц поєднував викладання й наукову діяльність з практичними дослідженнями. Шульц займається загальносвітовими господарськими проблемами. У 50-і роки керує «Технічною допомогою Латинській Америці» — проектом, що охоплює всі сектори економіки малорозвинених країн, включаючи сільське господарство й інші галузі економіки, приділяючи особливу увагу освітньому рівню населення цих країн. Він довів, що для таких країн інвестиції в освіту й сільське господарство є важливішими, ніж капіталовкладення в машини й заводи.
Теодор Шульц помер 1998 році.

## Переконання і визнання
У своїй книзі «Перетворюючи традиційне сільське господарство», опублікованої 1964 р., Шульц стверджував, що навіть у примітивному господарстві фермери діють раціонально і використовують свої ресурси ефективно в межах доступної їм інформації. Він із оптимізмом відносився до можливостей розвитку бідних аграрних народів.
У 1979 році Шульц був нагороджений Нобелівською премією з економіки «за новаторські дослідження економічного устрою країн, що розвиваються».
Шульц був удостоєний медалі Френсіса Уолкера Американської економічної асоціації (1972) й медалі Леонарда Елмхерста Міжнародної сільськогосподарської економічної асоціації (1976).
Він був членом Американської економічної асоціації й Американської національної академії наук, членом-засновником Американського філософського товариства, а також Американської академії наук і мистецтв. Шульц займав посаду директора і віце-президента Національного бюро економічних досліджень. Він мав почесні ступені Гріннелл-коледжу й коледжу штату Південна Дакота, університетів Іллінойського, Діжонського, Чилійського, штату Мічиган й Північна Кароліна.